# مرفأ فيغو

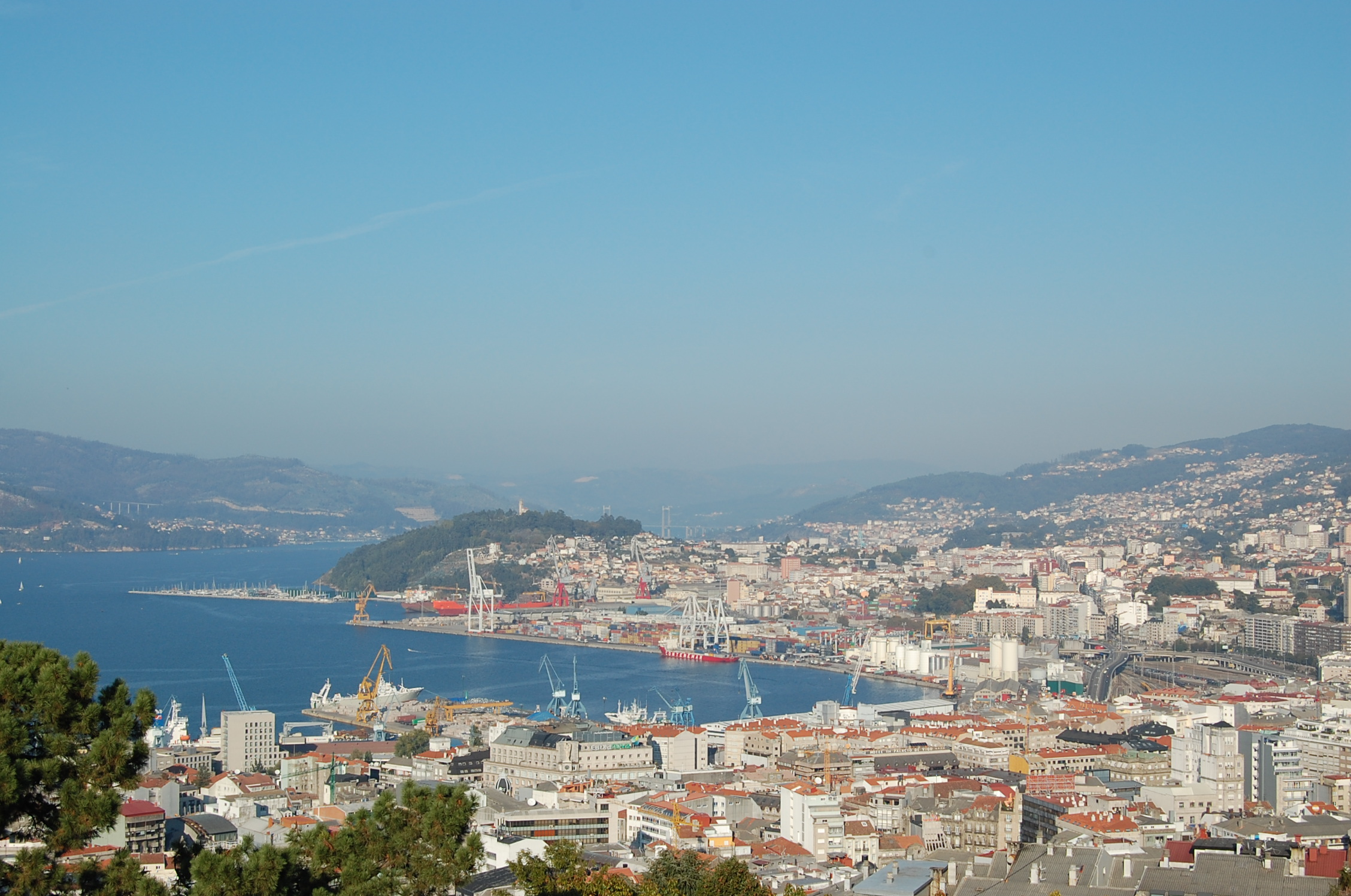
مرفأ فيغو.

أكبر البضائع. وهي أيضا مقر أكبر شركة في العالم لشركة صيد الأسماك، Pescanova. وفي عام 2003، تم تحميل ما كان 673.874 طن من الأسماك.
فيغو هو الأساس للشركة صيد السمك مع وجود قوي في بلدان مثل جنوب أفريقيا، ناميبيا، موزامبيق، أستراليا، والأرجنتين، وجزر فوكلاند، أو شيلي بيرو. السمك هو أرسل إلى أسبانيا وإرسالها إلى بلدان مثل البرتغال وإيطاليا وفرنسا وغيرها من أسواق بعيدة، حتى في آسيا.
فيغو في المعارض التجارية الهامة، كما CONXEMAR، حدثا سنويا مخصصة لمنتجات مصائد الأسماك المجمدة. صيد الأسماك في العالم ويقام هذا المعرض بصورة دورية.

## والاحواض وحركة المرفأ
أرصفة المختلفة التي تشكل جزءا من ميناء فيغو هي، من الغرب إلى الشرق، ما يلي :
- محطة Bouzas. وهي مقسمة إلى منطقتين، وحركة المرور المتجهة للالدحرجة، وحوض للإصلاحات.
- سبرينغز Beiramar Berbes وسين، لرسو السفن على أعالي البحار والمناطق القريبة من الشاطئ.
- بيير السفن.
- الرياضة وارف.
- يا الينابيع مساحات والتجارية وعبر. وانضم أكثر من 1،500 مترا، ويقصد لالبضائع العامة والسوائل، وقد خدمة السكك الحديدية.
- محطة Güixas. إنشاء رصيف بطول 769 متر لحركة الحاويات، مع وصلة السكك الحديدية.